# 柏原市立国分中学校
柏原市立国分中学校（かしわらしりつこくぶちゅうがっこう）は、大阪府柏原市にある公立中学校。
1950年に現在地に設置された。毎朝10分間の読書活動を実施している。

## 沿革
1947年の学制改革の際、当時の南河内郡国分町の中学校として（旧）国分町立中学校が設置された。（旧）国分町立中学校は国分町立小学校（現在の柏原市立国分小学校）内に校舎を設置していた。
翌1948年には、近隣の南河内郡古市町（現・羽曳野市）にあった学校組合立誉田中学校（現在の羽曳野市立誉田中学校）に合流する形で（旧）国分町立中学校は廃校となっている。しかし国分町在住の生徒にとって通学が不便で学校教育上の効果が上がりにくいとして、再び町独自の中学校を設置する計画が持ち上がった。
現在地に校地を求め、1950年に国分町立中学校として開校している。その後1985年には柏原市立玉手中学校を分離している。
- 1950年4月10日 - 国分町立中学校として設立。
- 1956年9月1日 - 合併で柏原町となったことに伴い、柏原町立国分中学校と改称。
- 1958年10月1日 - 市制施行で柏原市となったことに伴い、柏原市立国分中学校と改称。
- 1970年 ‐ 「ひろし君」(石像)を建設。
- 1985年4月1日 - 柏原市立玉手中学校を分離。
- 1997年5月 - 新プール完成。
- 2016年2月 - 第2グラウンド建設開始。
- 2021年 - 第2グラウンド完成。

## 学校教育目標
知・徳・体の調和的発達を遂げ、自らの生き方の充実を目指し、主体的で創造的な人格の完成を図るために、次の目標を設定する。
1. 自ら学び、考え、進んで実行しよう
2. 人の立場を思いやり、協力してことに取り組もう
3. 物事を客観的に考え、社会のためになる自分を創ろう
4. 自分の言葉で自分の意思を相手に伝えよう
5. 体を鍛え、心を磨いて、粘り強くやりぬこう

その他いじめ撲滅宣言などがある。

## 通学区域
- 柏原市立国分小学校と旧柏原市立国分東小学校の通学区域。

柏原市 国分本町、国分市場、国分東条町、田辺
柏原市 高井田のうち通称高井田東住宅地区
他区域からの登校は許可制

## 交通
- 近鉄大阪線 河内国分駅 南東へ約600m。
- 関西本線（大和路線） 高井田駅 南へ約1.2km。

## 放送施設
- 当校屋上にはNHK大阪放送局のテレビ送信施設（国分市場中継局）が置かれていた。
- 柏原市の防災無線が設置されている。